# كانيستوتا
كانيستوتا (داكوتا الجنوبية) (بالإنجليزية: Canistota, South Dakota)‏ هي مدينة تقع في الولايات المتحدة في مقاطعة ماكوك، داكوتا الجنوبية. يقدر عدد سكانها بـ 656 نسمة ومساحتها 1.45 كم2 وترتفع عن سطح البحر 473 متر.

## التركيبة السكانية
قام مكتب تعداد الولايات المتحدة بتحديد بيانات التركيبة السكانية لكانيستوتافي تعداد الولايات المتحدة. في ما يلي، التركيبة السكانية حسب تعدادي 2000 و2010.

### تعداد عام 2000
بلغ عدد سكان كانيستوتا 700 نسمة بحسب تعداد عام 2000، وبلغ عدد الأسر 254 أسرة وعدد العائلات 175 عائلة مقيمة في المدينة. في حين سجلت الكثافة السكانية 1,248.4 نسمة لكل ميل مربع (482.0/كم2). وبلغ عدد الوحدات السكنية 275 وحدة بمتوسط كثافة قدره 490.4 نسمة لكل ميل مربع (189.3/كم2).
وتوزع التركيب العرقي للمدينة بنسبة 97.86% من البيض و 0.86% من الأمريكيين الأصليين و 1.00% من عرقين مختلطين أو أكثر.
بلغ عدد الأسر 254 أسرة كانت نسبة 35.0% منها لديها أطفال تحت سن الثامنة عشر تعيش معهم، وبلغت نسبة الأزواج القاطنين مع بعضهم البعض 58.3% من أصل المجموع الكلي للأسر، ونسبة 6.7% من الأسر كان لديها معيلات من الإناث دون وجود شريك، وكانت نسبة 31.1% من غير العائلات. تألفت نسبة 29.5% من أصل جميع الأسر من أفراد ونسبة 18.9% كانوا يعيش معهم شخص وحيد يبلغ من العمر 65 عاماً فما فوق. وبلغ متوسط حجم الأسرة المعيشية 3.17، أما متوسط حجم العائلات فبلغ 2.55.
بلغ العمر الوسطي للسكان 39 عاماً. وكانت نسبة 28.0% من القاطنين تحت سن الثامنة عشر، وكانت نسبة 4.9% بين الثامنة عشر والأربعة وعشرون عاماً، ونسبة 26.6% كانت واقعةً في الفئة العمرية ما بين الخامسة والعشرون حتى والأربعة وأربعون عاماً، ونسبة 16.3% كانت ما بين الخامسة والأربعون حتى الرابعة والستون، ونسبة 24.3% كانت ضمن فئة الخامسة والستون عاماً فما فوق. يوجد لكل 100 أنثى 90.2 ذكر، ويوجد لكل 100 أنثى في الثامنة عشر من عمرها فما فوق 84.6 ذكر.
بلغ متوسط دخل الأسرة في المدينة 31,389 دولار، أما متوسط دخل العائلة فبلغ 39,464 دولار. وكان متوسط دخل الذكور 30,655 دولار مقابل 19,000 دولار للإناث. وسجل دخل الفرد الخاص بالمدينة 14,708 دولار. وكانت نسبة 8.0% من العائلات ونسبة 9.4% من السكان تحت خط الفقر، وكان من هؤلاء نسبة 6.2% تحت سن الثامنة عشر ونسبة 16.8% في الخامسة والستين من العمر وما فوق.

### تعداد عام 2010
بلغ عدد سكان كانيستوتا 656 نسمة بحسب تعداد عام 2010، وبلغ عدد الأسر 242 أسرة وعدد العائلات 159 عائلة مقيمة في المدينة. في حين سجلت الكثافة السكانية 1,171.4 نسمة لكل ميل مربع (452.3/كم2). وبلغ عدد الوحدات السكنية 281 وحدة بمتوسط كثافة قدره 501.8 لكل ميل مربع (193.7/كم2).
وتوزع التركيب العرقي للمدينة بنسبة 95.0% من البيض و 2.0% من الأمريكيين الأصليين و 0.5% من الأمريكيين ذوي الأصول الآسيوية و 0.2% من سكان جزر المحيط الهادئ و 1.5% من عرقين مختلطين أو أكثر.
بلغ عدد الأسر 242 أسرة كانت نسبة 30.6% منها لديها أطفال تحت سن الثامنة عشر تعيش معهم، وبلغت نسبة الأزواج القاطنين مع بعضهم البعض 52.5% من أصل المجموع الكلي للأسر، ونسبة 8.7% من الأسر كان لديها معيلات من الإناث دون وجود شريك، بينما كانت نسبة 4.5% من الأسر لديها معيلون من الذكور دون وجود شريكة وكانت نسبة 34.3% من غير العائلات. تألفت نسبة 28.5% من أصل جميع الأسر من أفراد ونسبة 13.2% كانوا يعيش معهم شخص وحيد يبلغ من العمر 65 عاماً فما فوق. وبلغ متوسط حجم الأسرة المعيشية 3.09، أما متوسط حجم العائلات فبلغ 2.50.
بلغ العمر الوسطي للسكان 43.3 عاماً. وكانت نسبة 24.8% من القاطنين تحت سن الثامنة عشر، وكانت نسبة 5.9% بين الثامنة عشر والأربعة وعشرون عاماً، ونسبة 21.3% كانت واقعةً في الفئة العمرية ما بين الخامسة والعشرون حتى والأربعة وأربعون عاماً، ونسبة 26.7% كانت ما بين الخامسة والأربعون حتى الرابعة والستون، ونسبة 21.3% كانت ضمن فئة الخامسة والستون عاماً فما فوق. وتوزع التركيب الجنسي للسكان بنسبة 49.4% ذكور و50.6% إناث.